# النقش جيه 541
النقش جيه 541 (المعروف أيضًا بـCIH 541) هو نقش عربي مسيحي ما قبل الإسلام يعود تاريخه إلى عام 548 م ومكتوب باللغة السبئية. وقد أمر بكتابته أبرهة الحبشي، حاكم مملكة حمير، ليرمز إلى توطيد سلطته. وهو آخر نقوش أبرهة المعروفة، وأطولها أيضًا، إذ يصل عدد سطوره إلى 136 سطرًا.
يصف النقش جيه 541 طاعونًا ضرب مملكة حمير، وقد فسره البعض على أنه دليل على انتشار طاعون جستنيان في شبه الجزيرة العربية قبل الإسلام. يحتوي النقش على الإشارة الأثرية الأخيرة إلى سد مأرب قبل انهياره النهائي، حيث يصف الجهود الطويلة التي بذلها أبرهة من أجل تكليف إصلاحه بما في ذلك: توفير 50806 مكيال من الدقيق، و26000 مكيال من التمر، و3000 رأس من الماشية من اللحوم، و7200 رأس من الماشية الصغيرة، و300 حمولة من النبيذ على ظهر الإبل، و11000 مكيال من نبيذ التمر. ومن المعروف أيضًا أن النقش هو آخر نقش موجود يشير إلى العائلة التي حكمت سبأ ذات يوم.

## المحتوى
المحتويات الزمنية للكتابة هي كما يلي:
- صيغة الشكر الثالوثية (الأسطر 1-3)
- إشارة إلى أبرهة (4) وألقابه (4-6) وممالكه (6-8)
- تمرد قَهَره أبرهة (9-55)
- إصلاح سد مأرب (55-61)
- الاحتفال بالقداس في الكنيسة (65-67)
- وصف الطاعون (72-75)
- بعض الحملات العسكرية التي قام بها أبرهة (76-80) والتي يصف بعدها عودته إلى مأرب (80-87)
- وفد ضم مجموعة من الدبلوماسيين من إثيوبيا وبيزنطة وبلاد فارس والممالك العربية في مؤتمر (87-92)
- المزيد عن الطاعون، وإعادة بناء سد مأرب، والاحتفال الجماعي (92-117)
- قائمة مفصلة بالأحكام (118-136)

وقد ارتبط النقش جيه 541 أيضًا بنقش وثيق الصلة عُثِر عليه في نفس المبنى، وهو النقش (DAI GDN 2002–20)، والذي يبلغ طوله 41 سطرًا آخر.

## طالع أيضًا
- النقش Ja 1028 [الإنجليزية]
- النقش DJE 23 [الإنجليزية]